# Cividate al Piano
Cividate al Piano (lombardul: Seedàt) település Olaszországban, Lombardia régióban, Bergamo megyében. Lakosainak száma 4987 fő (2023. január 1.). Cividate al Piano Cortenuova, Calcio, Martinengo, Palosco, Pontoglio és Urago d’Oglio községekkel határos.

## Népesség
A település lakossága az elmúlt években az alábbi módon változott:
| Lakosok száma | 5213 | 5185 | 4987 |
|               | 2017 | 2018 | 2023 |